# Żdanów (województwo lubelskie)
Żdanów (dawn. Zdanów) – wieś w Polsce położona w województwie lubelskim, w powiecie zamojskim, w gminie Zamość. Północno-zachodnią granicę wsi wyznacza rzeka Topornica.
| SIMC    | Nazwa         | Rodzaj    |
| ------- | ------------- | --------- |
| 0906947 | Klucz         | część wsi |
| 0906953 | Żdanów Główny | część wsi |

W latach 1975–1998 miejscowość należała administracyjnie do województwa zamojskiego.
Wieś jest sołectwem w gminie Zamość. Według Narodowego Spisu Powszechnego z roku 2011 wieś liczyła 787 mieszkańców.
Wieś jest siedzibą rzymskokatolickiej parafii św. Stanisława w Żdanowie. W Żdanowie istnieje także zbór Świeckiego Ruchu Misyjnego "Epifania".
W 2009 roku ukończono budowę boiska w ramach projektu "Orlik 2012 – Moje Boisko" przy Zespole Szkół w Żdanowie. Gminny Orlik kosztował 1 366 840,00 zł. W tej kwocie znalazły się 333 000,00 zł, które do inwestycji dołożył Urząd Marszałkowski Województwa Lubelskiego i identyczna kwota wspierająca realizację zadania z budżetu państwa.

## Historia
Pierwsza wzmianka o tej miejscowości pojawiła się w 1398 roku W roku 1517 tereny wsi należały do Jana Niemierzy Ostrowskiego. W tymże roku kupił je Mikołaj Zamojski. Tereny te odtąd wchodziły w skład Zamojskich.